# Vouillon
Vouillon é uma comuna francesa na região administrativa do Centro, no departamento Indre. Estende-se por uma área de 15,21 km². Em 2010 a comuna tinha 235 habitantes (densidade: 15,5 hab./km²).